# Safari Rally 1981
De Safari Rally 1981, formeel 29th Marlboro Safari Rally, was de 29e editie van de Safari Rally en de vierde ronde van het wereldkampioenschap rally in 1981. Het was de 91e rally in het wereldkampioenschap rally die georganiseerd wordt door de Fédération Internationale de l'Automobile (FIA). De start en finish was in Nairobi.

## Programma
| Etappe | Datum                                    | Tijdcontroles | Competitieve afstand |
| ------ | ---------------------------------------- | ------------- | -------------------- |
| 1      | Donderdag 16 tot en met maandag 20 april | 77            | 5209,00 kilometer    |
| 2      | Donderdag 16 tot en met maandag 20 april | 77            | 5209,00 kilometer    |
| 3      | Donderdag 16 tot en met maandag 20 april | 77            | 5209,00 kilometer    |
|        |                                          |               |                      |
| Totaal | Totaal                                   | 77            | 5209,00 kilometer    |

## Resultaten
| Algemene top tien | Algemene top tien | Algemene top tien       | Algemene top tien                        | Algemene top tien | Algemene top tien | Algemene top tien | Algemene top tien |
| Pos.              | #                 | Rijder                  | Auto                                     | Gr/kl             | Tijd              | Eerste            | Punten            |
| Pos.              | #                 | Navigator               | Inschrijving                             | Gr/kl             | Straftijd         | Vorige            | Punten            |
| ----------------- | ----------------- | ----------------------- | ---------------------------------------- | ----------------- | ----------------- | ----------------- | ----------------- |
| 1.                | 7                 | Shekhar Mehta           | Datsun Violet GT                         | 4/3               | 3:39:00           | 0:00:00           | 20                |
| 1.                | 7                 | Mike Doughty            | D.T. Dobie & Co Kenya Ltd. / Team Datsun | 4/3               | 3:39:00           | =                 | 20                |
| 2.                | 5                 | Rauno Aaltonen          | Datsun Violet GT                         | 4/3               | 3:44:00           | + 0:05:00         | 15                |
| 2.                | 5                 | Lofty Drews             | D.T. Dobie & Co Kenya Ltd. / Team Datsun | 4/3               | 3:44:00           | + 0:05:00         | 15                |
| 3.                | 14                | Mike Kirkland           | Datsun 160J                              | 2/3               | 4:51:00           | + 1:12:00         | 12                |
| 3.                | 14                | Dave Haworth            | D.T. Dobie & Co Kenya Ltd. / Team Datsun | 2/3               | 4:51:00           | + 1:07:00         | 12                |
| 4.                | 2                 | Timo Salonen            | Datsun Silvia 200SX                      | 2/3               | 7:28:00           | + 3:49:00         | 10                |
| 4.                | 2                 | Seppo Harjanne          | D.T. Dobie & Co Kenya Ltd. / Team Datsun | 2/3               | 7:28:00           | + 2:37:00         | 10                |
| 5.                | 1                 | Jochi Kleint            | Opel Ascona 400                          | 4/4               | 8:06:00           | + 4:27:00         | 8                 |
| 5.                | 1                 | Gunter Wanger           | Publimmo Racing                          | 4/4               | 8:06:00           | +0:38:00          | 8                 |
| 6.                | 15                | Jean-Claude Lefèbvre    | Peugeot 504 V6 Coupé                     | 4/4               | 9:12:00           | + 4:33:00         | 6                 |
| 6.                | 15                | Christian Delferier     | Marshalls East Africa Ltd.               | 4/4               | 9:12:00           | + 1:06:00         | 6                 |
| 7.                | 11                | Yoshio Iwashita         | Datsun Silvia 200SX                      | 2/3               | 10:11:00          | + 5:32:00         | 4                 |
| 7.                | 11                | Yoshimasa Nakahara      | Yoshio Iwashita                          | 2/3               | 10:11:00          | + 0:59:00         | 4                 |
| 8.                | 23                | Jayant Shah             | Datsun 160J                              | 2/3               | 10:30:00          | + 5:51:00         | 3                 |
| 8.                | 23                | Rishad Rimar            | Jayant Shah                              | 2/3               | 10:30:00          | + 0:19:00         | 3                 |
| 9.                | 21                | Malcolm Smith           | Dodge Ramcharger                         | 2/4               | 13:18:00          | + 9:39:00         | 2                 |
| 9.                | 21                | David Doig              | Dodge                                    | 2/4               | 13:18:00          | + 2:48:00         | 2                 |
| 10.               | 18                | Rod Hall                | Dodge Ramcharger                         | 2/4               | 14:16:00          | + 10:37:00        | 1                 |
| 10.               | 18                | Chris Bates             | Dodge                                    | 2/4               | 14:16:00          | + 0:58:00         | 1                 |
| DNF top tien      |                   |                         |                                          |                   |                   |                   |                   |
| Pos.              | #                 | Rijder                  | Auto                                     | Gr/kl             | TC                | Reden             | Reden             |
| Pos.              | #                 | Navigator               | Inschrijving                             | Gr/kl             | TC                | Reden             | Reden             |
| EX                | 3                 | Alain Ambrosino         | Peugeot 504 V6 Coupé                     | 4/4               | n.b.              | Uitgesloten       | Uitgesloten       |
| EX                | 3                 | Jean-François Fauchille | Marshalls East Africa Ltd.               | 4/4               | n.b.              | Uitgesloten       | Uitgesloten       |
| DNF               | 4                 | Anders Kulläng          | Opel Ascona 400                          | 4/4               | 70                | Ontsteking        | Ontsteking        |
| DNF               | 4                 | Bruno Berglund          | Publimmo Racing                          | 4/4               | 70                | Ontsteking        | Ontsteking        |
| DNF               | 6                 | Guy Fréquelin           | Peugeot 504 V6 Coupé                     | 4/4               | 30                | Koppeling         | Koppeling         |
| DNF               | 6                 | Jean Todt               | Marshalls East Africa Ltd.               | 4/4               | 30                | Koppeling         | Koppeling         |
| DNF               | 8                 | Rob Collinge            | Fiat 131 Abarth                          | 4/3               | n.b.              | Wielophanging     | Wielophanging     |
| DNF               | 8                 | John Lyall              | Rob Collinge                             | 4/3               | n.b.              | Wielophanging     | Wielophanging     |
| DNF               | 9                 | Johnny Hellier          | Datsun Bluebird Turbo                    | 2/4               | 42                | Injectie          | Injectie          |
| DNF               | 9                 | John Hope               | D.T. Dobie & Co Kenya Ltd. / Team Datsun | 2/4               | 42                | Injectie          | Injectie          |
| DNF               | 10                | Timo Mäkinen            | Peugeot 504 V6 Coupé                     | 4/4               | 28                | Koppeling         | Koppeling         |
| DNF               | 10                | Atso Aho                | Marshalls East Africa Ltd.               | 4/4               | 28                | Koppeling         | Koppeling         |
| DNF               | 12                | Franz Wittmann          | Lada 1600                                | 2/2               | n.b.              | Wielophanging     | Wielophanging     |
| DNF               | 12                | Rudi Stohl              | Franz Wittmann                           | 2/2               | n.b.              | Wielophanging     | Wielophanging     |
| DNF               | 16                | Sandro Munari           | Dodge Ramcharger                         | 2/4               | 1                 | Versnellingsbak   | Versnellingsbak   |
| DNF               | 16                | Piero Sodano            | Dodge                                    | 2/4               | 1                 | Versnellingsbak   | Versnellingsbak   |
| DNF               | 22                | Juichi Kojimoto         | Subaru Leone 4WD                         | 1/3               | 8                 | Versnellingsbak   | Versnellingsbak   |
| DNF               | 22                | Peter Tilbury           | Juichi Kojimoto                          | 1/3               | 8                 | Versnellingsbak   | Versnellingsbak   |
| DNF               | 32                | Robin Ulyate            | Dodge Ramcharger                         | 2/4               | 67                | Versnellingsbak   | Versnellingsbak   |
| DNF               | 32                | Ian Street              | Dodge                                    | 2/4               | 67                | Versnellingsbak   | Versnellingsbak   |

- Noot: Tijd is niet de algehele eindtijd die over de route is gedaan, maar is eerder opgebouwd uit straftijd verzamelt bij de tijdcontroles.

## Kampioenschap standen

#### Rijders
|   | Pos. | Rijder         | Pnt. |
| - | ---- | -------------- | ---- |
| = | 1    | Markku Alén    | 24   |
| = | 2    | Henri Toivonen | 23   |
| = | 3    | Guy Fréquelin  | 21   |
| = | 4    | Hannu Mikkola  | 20   |
| = | 5    | Jean Ragnotti  | 20   |

#### Constructeurs
|   | Pos. | Constructeur | Pnt. |
| - | ---- | ------------ | ---- |
| 2 | 1    | Opel         | 38   |
| 1 | 2    | Talbot       | 34   |
| 4 | 3    | Datsun       | 31   |
| 2 | 4    | Fiat         | 26   |
| 1 | 5    | Renault      | 18   |

- Noot: Enkel de top 5-posities worden in beide standen weergegeven.